# Патакино
Патакино — село в Камешковском районе Владимирской области России, входит в состав Второвского муниципального образования.

## География
Село расположено на высоком берегу Клязьмы в 9 км на восток от центра поселения села Второво, в 14 км на юго-запад от райцентра Камешково и в 3 км от железнодорожной платформы Новая Жизнь на линии Владимир — Ковров.

## История
В начале XIX века в селе развернулось строительство, генерал Сергей Безобразов решил обосноваться на живописном берегу Клязьмы. По проекту неизвестного архитектора был заложен главный усадебный дом, разбит сад, строились хозяйственные постройки. В 1824 году построена Свято-Троицкая церковь. Храм имеет три придела: Святой Троицы, Казанской иконы Божией Матери и мучеников Аникиты и Фотия. После Безобразовых имением владел граф Щербатов, а в начале XX века усадьба находилась во владении купца Голубева, который выстроил на месте старого дома новый. Это была внушительная постройка в неоклассическом стиле. Усадьба обустраивалась добротно и надолго, тогда же была построена водокачка с неоклассическим ордерным декором в нижней части. В конце XIX — начале XX века — крупное село в составе Лаптевской волости Владимирского уезда.
С начала тридцатых годов XX века приход был закрыт, а богослужения запрещены распоряжением советских властей, вследствие чего все церковное имущество разграбили. В усадьбе разместился санаторий для больных туберкулёзом. Позже рядом было построено здание областной туберкулёзной больницы.
В 1940 году село Патакино являлось центром одноимённого сельсовета, в дальнейшем вплоть до 2005 года село входило в состав Волковойновского сельсовета (с 1998 года — сельского округа).

## Население
| 1859 | 1897 | 1905 | 1926 |
| ---- | ---- | ---- | ---- |
| 414  | 616  | 624  | 670  |

| 1859 | 1897 | 1905 | 1926 | 2002 | 2010 | 2021 |
| ---- | ---- | ---- | ---- | ---- | ---- | ---- |
| 414  | ↗616 | ↗624 | ↗670 | ↘141 | ↘137 | ↘124 |

## Достопримечательности

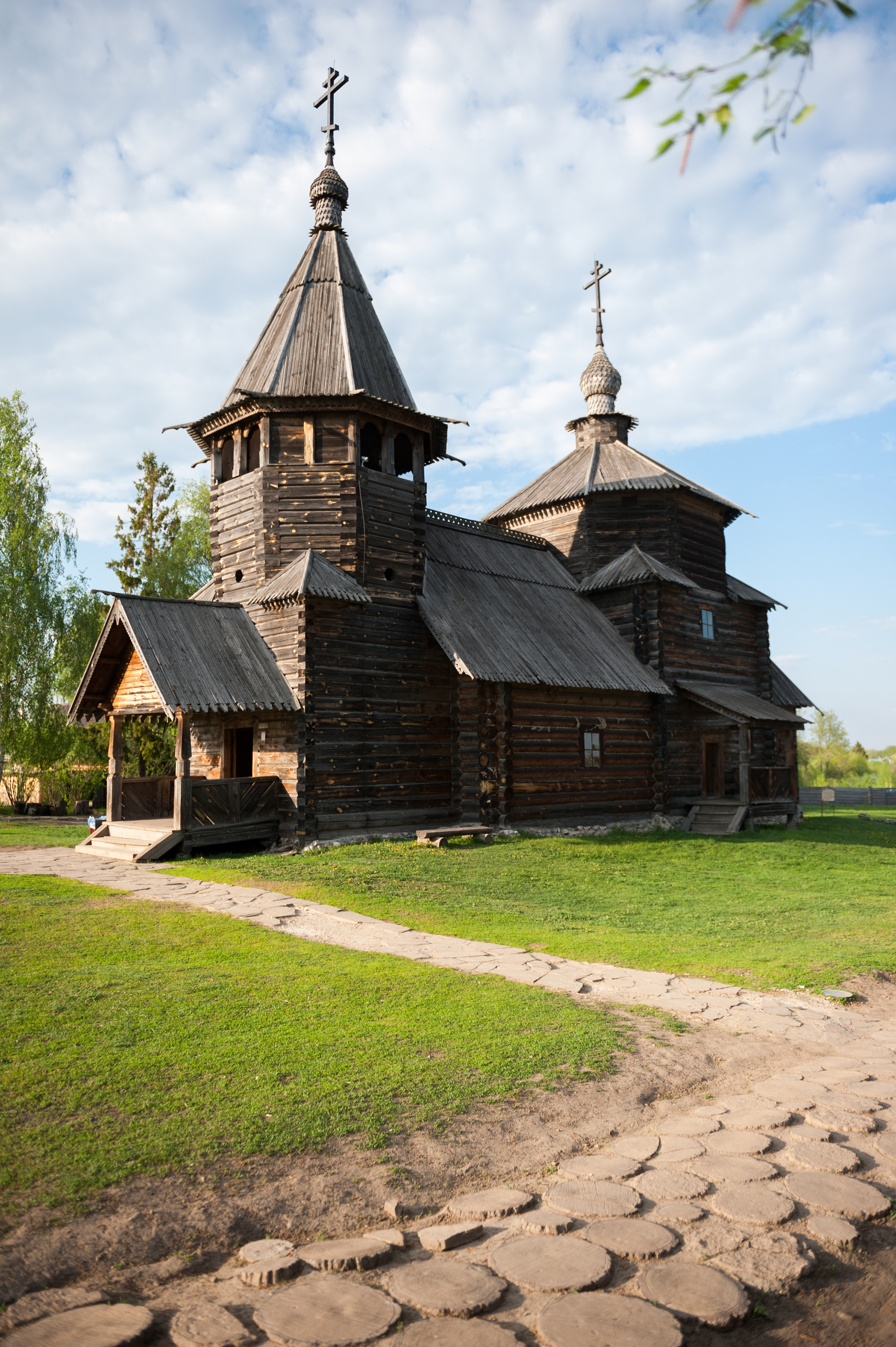
Церковь Воскресения Христова (1776) была перевезена в 1969--1970 годах из Патакина в музей деревянного зодчества в Суздаль

В селе находится действующая церковь Троицы Живоначальной (1824).